# Genianthus
Genianthus là chi thực vật có hoa trong họ Apocynaceae.